# Gwangsan-gu
Quận Gwangsan (Gwangsan-gu) là một quận, giống như một phường, nằm ở thành phố Gwangju, Hàn Quốc. Tổng dân số của quận, tính đến tháng 9 năm 2004, là 295.294, và mật độ dân số là 1.085 trên 1 km. Nó là vùng chiếm 45% thành phố Gwangju.
Chim của quận là diệc trắng, hoa của quận là Chi Mộc lan, và cây của quận là Chi Thông.

## Thành phố kết nghĩa
- Jinnan, Trung Quốc

## Liên kết
- Trang của quận